# Giovanni Coda
 Giovanni Coda  né le 19 janvier 1964 à Cagliari, en Sardaigne, est un réalisateur et photographe italien.

## Biographie
Après ses études à l'Université de Cagliari, il s’installe à Barcelone, où il obtient une maîtrise en photographie de l'Idep Barcelona (Escuela Superor de Imagen y Diseño). Depuis 1996 il dirige le V-art (Festival Internazionale Immagine d’Autore). Il a exposé ses photographies et ses installations d'art vidéo dans les musées et galeries de plusieurs villes comme Venise (Biennale della videoarte), Tokyo (Ayoama University), Londres (Watermans Arts Centre), Paris (Maison d’Italie), Madrid (Museo del Rejna Sofia), Milan (Biennale della Videoarte), Rome (Teatro Vittorio).
En 2013, il fait ses débuts au cinéma avec son premier long métrage Il Rosa Nudo, projeté en avant-première au Festival du film gay et lesbien de Turin.

## Filmographie (court métrage et long métrage)
| Année | Film                | Notes |
| ----- | ------------------- | --- |
| 1995  | P-salm              | Mention spéciale du jury du Festival Videogramma de Catania. |
| 1995  | L’Attesa            | Meilleur film, Meilleure photographie et Meilleur montage au Premio nazionale per il cortometraggio sociale Nickelodeon de Spoleto. |
| 1996  | L’Ombra del Ricordo | Prix Fuji pour le meilleur court métrage italien au Festival del Cinema di Arezzo 1996. Prix pour la meilleure photographie au Festival del Cinema de Palerme 1996. |
| 1998  | Il Passeggero       | |
| 2002  | Serafina            | |
| 2005  | Big Talk            | |
| 2012  | Brightness          | |
| 2013  | Il Rosa Nudo        | Événement spécial, « pour sa grande valeur artistique, historique et moral », à l'intérieur de la 7e édition du Queer Lion de la 70e Mostra de Venise 2013. Gold Jury Prize dans la catégorie long métrage au Seattle Social Justice Film Festival 2013 (Washington, USA). Sélection officielle au Festival du film gay et lesbien de Turin 2013, Italie. Sélection officielle au Florence Queer Festival 2013, Italie. Sélection officielle au Festival del Cinema dei Diritti Umani di Napoli 2013, Italie. Sélection officielle au Macon Film Festival (Georgia, USA) 2014. Nommé dans les catégories Best Narrative Feature, Best Directing, Best Acting, Best Editing. Sélection officielle au Athens International Film + Video Festival 2014, Athens, Ohio, USA. Film For Peace Award au Gothenburg Indie Film Fest 2014, Göteborg, Suède. Sélection officielle au KASHIS Mumbai International Queer Film Festival 2014, Mumbai, Inde. Sélection officielle au 28e Festival Mix, Milan. Candidat dans la sélection officielle pour la catégorie «Opera Prima" pour le Prix David di Donatello de l'Académie du cinéma italien pour l'année 2013-2014. Candidat dans la sélection officielle pour le Prix Ciak d'Oro 2014. Best International Film Award au 15e Melbourne Underground Film Festival (MUFF) 2014, Australie. Award of Excellence au Accolade Competition 2014. Sélection officielle au Perlen Film Festival Hannover 2014, Allemagne. Gold Award au Documentary & Short International Movie Award 2014, Jakarta, Indonésie. Bronze Plaque Award au Columbus International Film & Video Festival 2014, USA. Diamond Award au International Film and Photography Festival (IFPF) 2014, Jakarta, Indonésie. Official Selection au CLIFF - Castlemaine Local and International Film Festival 2014, Australie Sélection officielle au Salento LGBT Film Fest 2014, Lecce, Italie. Prix du meilleur long métrage de fiction au Omovies Film Fest 2014, Nápoles, Italie. Bronze Palm Award Narrative Feature au Mexico International Film Festival 2015, Mexico. |
| 2016  | Bullied to Death    | Sélection officielle au Festival du film gay et lesbien de Turin 2016, Italie. Sélection officielle au XX V-Art Festival Internazionale Immagine d'Autore, Cagliari, Italie. Sélection officielle au 30° Festival Mix, Milan, Italie. Sélection officielle au Melbourne Documentary Film Festival 2016, Australie. Sélection officielle au Macon Film Festival 2016, USA. Jury Special Mention au Iris Prize Festival 2016, Cardiff, U.K. Film of the Week au Amsterdam New Renaissance Film Festival 2017, Amsterdam, NL. Special Mention Best Female Performance à Assunta Pittaluga au Italian Film Festival 2016, Cardiff, U.K. Special Mention Best Male Performance à Sergio Anrò au Italian Film Festival 2016, Cardiff, U.K. Jury Special Mention au Los Angeles Underground Film Festival, Los Angeles, USA. Prix du meilleur long métrage au Omovies Festival, Nápoles, Italie. Prix du meilleur long métrage au L'Aquila LGBT Film Festival, L'Aquila, Italie. Humanity Award 2017 au Amsterdam New Renaissance Film Festival 2017, Amsterdam, NL. |
| 2017  | Xavier              | |
| 2019  | Mark's Diary        | |